# Translocasa de la membrana externa
La traslocasa de la membrana externa (TOM, siglas en inglés de translocase of the outer membrane) es un complejo proteico que se encuentra en la membrana mitocondrial externa de la mitocondria. Su función es permitir el movimiento de proteínas a través de esta barrera y hacia el interior del espacio intermembranoso mitocondrial. La mayoría de las proteínas que se necesitan en la función mitocondrial se codifican en el núcleo celular. La membrana externa de la mitocondria es impermeable a moléculas con un tamaño mayor de 5000 Daltons. El TOM traslocasa de la membrana interna (TIM) para traslocar proteínas al interior de la mitocondria. Muchas de las proteínas del complejo TOM, como TOMM22, fueron identificadas en primer lugar en Neurospora crassa y Saccharomyces cerevisiae.
El complejo completo de proteín-traslocasa mitocondrial incluye al menos 19 proteínas: algunas chaperonas, cuatro proteínas del receptor de importación de la traslocasa de la membrata externa, cinco proteínas del complejo de canal Tom, cinco proteínas de la traslocasa de la membrana interna (Tim) y tres proteínas "motor". 

## Etiquetado de proteínas para la mitocondria
Existen varias vías de importación mitocondrial que existen para facilitar la importación de las proteínas precursoras a los subcompartimentos mitocondriales de destino. HSP90 contribuye a la entrega de la proteína premitocondrial al complejo tom en un proceso dependiente de ATP.  Muchas proteínas precursoras (es decir, las destinadas a la matriz) contienen presecuencias amino-terminal que portan la información requerida para su transporte a la matriz mitocondrial. Estas señales de importación a la matriz contienen generalmente entre 10 y 80 residuos de aminoácidos que adoptan una conformación en α-hélice anfipática, y contienen una cara positiva y otra hidrofóbica. Una vez que el precursor alcanza la matriz, la presecuencia es típicamente escindida por la peptidasa que procesa la matriz. Las proteínas que son etiquetadas para otros subcompartimientos de la mitocondria, como el espacio de intermembrana y la membrana mitocondrial interna contienen señales de destino internas. Estas tienen una naturaleza indefinible y son inconsistentes en sus patrones. Las proteínas que están marcadas para formar parte de la membrana externa también tienen señales de destino internas,y aún no han sido todas identificadas. Incluyen proteínas con estructura de barril-β, como Tom40. Sin embargo, algunas proteínas destinadas para la membrana mitocondrial externa contienen un domino de cola hidrofóbica que ancla la proteína a la membrana.

## Miembros del complejo

Esquema de un complejo TOM en la membrana externa mitocondrial.

La translocasa de la membrana externa es un complejo formado por, Tom22, y Tom20, junto con Tom40, Tom7, Tom6, y Tom5. Tom20 y Tom22 son los receptores de la preproteína, que son responsables del reconocimiento de la presecuencia escincible que poseen las proteínas etiquetadas para el compartimento mitocondrial. Tom70 también es un receptor de la preproteína y podría reconocer algunas presecuencias escindible, aunque principalmente es responsable del reconocimiento de proteínas no escindibles y actúa como un punto de unión a chaperonas. Tom22 está anclada a la membrana externa por un único segmento de transmembrana y también juega un papel en la estabilización del complejo TOM. Tom40 es el elemento nuclear de la translocasa y se acompleja con Tom22 con una masa de aproximadamente 350 KDaltons. Forma el canal central de conducción de la proteína con un diámetro de aproximadamente 2.5 nm. El Tom22 humano tiene aproximadamente 15.5k KDaltos y se acompleja con Tom20. El extremo N-terminal de Tom22 se proyecta hacia el citosol y está implicado en la unión a la preproteína.

## Proteínas humanas
TOM22, TOM7, TOM7